# Џенесио (Њујорк)
Џенесио (енгл. Geneseo) град је у америчкој савезној држави Њујорк.

## Демографија
По попису из 2010. године број становника је 8.031, што је 452 (6,0%) становника више него 2000. године.
| Група             | 2000.         | 2010.         |
| Белци             | 6.921 (91,3%) | 6.963 (86,7%) |
| Афроамериканци    | 135 (1,8%)    | 183 (2,3%)    |
| Азијати           | 250 (3,3%)    | 425 (5,3%)    |
| Хиспаноамериканци | 196 (2,6%)    | 313 (3,9%)    |
| Укупно            | 7.579         | 8.031         |